# Valbeřice
Valbeřice (deutsch Wallbergsdorf) ist ein verlassenes Dorf auf dem Gebiet der Gemeinde Malá Morava in Tschechien. Er liegt sechs Kilometer nordwestlich von Hanušovice und gehört zum Okres Šumperk.

## Geographie
Valbeřice liegt im Süden des Glatzer Schneegebirges in einem linken Seitental der March. Nördlich erheben sich die Sviní hora (Sauberg, 1073 m) und der Kámen (Kronberg, 829 m). Im Süden liegt das Tal der March mit der Eisenbahnstrecke von Lichkov nach Hanušovice und im Westen die ebenfalls erloschene Ansiedlung Krondörfl.
Nachbarorte sind Vysoká im Nordosten, Vojtíškov im Osten, Vlaské und Křivá Voda im Südosten, Podlesí im Süden, Vysoký Potok und Zlatý Potok im Südwesten, Malá Morava im Westen sowie Sklené im Nordwesten.

## Geschichte
1792 wurde westlich von Woitzdorf auf den Fluren des zur Herrschaft Goldenstein gehörigen Herrenhofes Woitzdorf eine neue Ansiedlung gegründet, die als Walbergsdorf bezeichnet wurde. 1839 hatte Walbergsdorf 100 Einwohner und bestand aus 20 Häusern. Seit 1846 war die Schreibung Wallbergsdorf gebräuchlich und der tschechische Name Walbergov ist davon abgeleitet.
Nach der Aufhebung der Patrimonialherrschaften bildete Wallbergsdorf/Walbergov ab 1850 einen Ortsteil der politischen Gemeinde Woitzdorf im Bezirk Mährisch Schönberg und gehörte zum Gerichtsbezirk Altstadt. Im Jahre 1921 lebten in dem Dorf 101 Bewohner, die alle Katholiken waren und der deutschen Volksgruppe angehörten. Auch 1930 bestand das Dorf aus 20 Häusern und hatte 93 deutsche Bewohner. 1936 erfolgte eine Änderung des tschechischen Ortsnamens in Vlaské. Infolge des Münchner Abkommens wurde Wallbergsdorf 1938 dem Deutschen Reich zugeschlagen und gehörte als Gemeindeteil von Woitzdorf bis 1945 zum Landkreis Mährisch Schönberg. Nach dem Zweiten Weltkrieg erfolgte die Vertreibung der deutschen Bewohner und der Ort, der nun den Namen Valbeřice erhielt, wurde kaum wiederbesiedelt. 1960 begann der Abriss des verfallenen Dorfes einschließlich der Kapelle. Erhalten blieben das Spritzenhaus der Feuerwehr, eine Scheune und ein leerstehendes Wohnhaus, das 1965 abgetragen wurde. Die frühere Scheune wird heute als Jagdhütte genutzt.

## Sehenswürdigkeiten
- Kruzifix